# Equació de Picard-Fuchs
En matemàtiques, l'equació de Picard-Fuchs, que rep el nom dels matemàtics Émile Picard i Lazarus Fuchs, és una equació diferencial ordinària lineal les solucions de les quals descriuen els períodes de les corbes el·líptiques.

## Definició
Fem que
{\displaystyle j={\frac {g_{2}^{3}}{g_{2}^{3}-27g_{3}^{2}}}}
sigui la j-invariant amb {\displaystyle g_{2}} i {\displaystyle g_{3}} els invariants modulars de la corba el·líptica en forma de Weierstrass:
{\displaystyle y^{2}=4x^{3}-g_{2}x-g_{3}.\,}
Tingueu en compte que la j-invariant és un isomorfisme de la superfície de Riemann {\displaystyle \mathbb {H} /\Gamma } a l'esfera de Riemann {\displaystyle \mathbb {C} \cup \{\infty \}}; on {\displaystyle \mathbb {H} } és el semipla superior i {\displaystyle \Gamma } és el grup modular. L'equació de Picard -Fuchs és llavors
{\displaystyle {\frac {d^{2}y}{dj^{2}}}+{\frac {1}{j}}{\frac {dy}{dj}}+{\frac {31j-4}{144j^{2}(1-j)^{2}}}y=0.\,}
Escrita en q-forma és:
{\displaystyle {\frac {d^{2}f}{dj^{2}}}+{\frac {1-1968j+2654208j^{2}}{4j^{2}(1-1728j)^{2}}}f=0.\,}

## Solucions
Aquesta equació es pot introduir en la forma d'equació diferencial hipergeomètrica. Té dues solucions linealment independents, anomenades «períodes de funcions el·líptiques». La relació dels dos períodes és igual a la relació de període τ, la coordenada estàndard al semipla superior. Tanmateix, la relació de dues solucions de l'equació hipergeomètrica també es coneix amb el nom de «mapa del triangle de Schwarz».
L'equació de Picard-Fuchs es pot introduir en la forma de l'equació diferencial de Riemann i, per tant, les solucions es poden llegir directament en funció de les funcions P de Riemann:
{\displaystyle y(j)=P\left\{{\begin{matrix}0&1&\infty &\;\\{1/6}&{1/4}&0&j\\{-1/6\;}&{3/4}&0&\;\end{matrix}}\right\}\,}
Es poden donar almenys quatre mètodes per trobar la inversa de la funció j.
Dedekind defineix la j-funció per la seva derivada Schwarziana en la seva carta a Borchardt. Com a fracció parcial, revela la geometria del domini fonamental:
{\displaystyle 2S\tau (j)={\frac {1-{\frac {1}{4}}}{(1-j)^{2}}}+{\frac {1-{\frac {1}{9}}}{j^{2}}}+{\frac {1-{\frac {1}{4}}-{\frac {1}{9}}}{j(1-j)}}={\frac {3}{4(1-j)^{2}}}+{\frac {8}{9j^{2}}}+{\frac {23}{36j(1-j)}}}
on (Sƒ)(x) és la derivada Schwarziana de ƒ respecte a x.

## Generalització
En la geometria algebraica, aquesta equació ha demostrat ser un cas molt especial d'un fenomen general, la connexió de Gauss-Manin.